# Mario Grech
Mario Grech (ur. 20 lutego 1957 w Qala) – maltański duchowny rzymskokatolicki, doktor obojga praw, biskup diecezjalny Gozo w latach 2005–2019, przewodniczący Konferencji Episkopatu Malty w latach 2013–2016, pro-sekretarz generalny Synodu Biskupów w latach 2019–2020, administrator apostolski sede vacante diecezji Gozo w latach 2019–2020, sekretarz generalny Synodu Biskupów od 2020, kardynał diakon od 2020.

## Życiorys

### Wczesne lata
Urodził się 20 lutego 1957 w Qala na Gozo, gdzie tego samego dnia został ochrzczony w kościele parafialnym. Jego rodzicami są George i Stella Grech. Kiedy był jeszcze chłopcem, rodzina przeniosła się do miejscowości Kerċem. Tam ukończył szkołę podstawową sióstr karmelitanek, następnie kontynuował naukę w szkole średniej w Victorii. W 1977 rozpoczął studia filozoficzne i teologiczne w seminarium diecezjalnym.

### Kapłaństwo
Święcenia kapłańskie otrzymał 26 maja 1984 w katedrze Wniebowzięcia w Victorii, z rąk ówczesnego biskupa Gozo Nikola Cauchiego. Wysłany do Rzymu, ukończył studia licencjackie w zakresie prawa cywilnego i kanonicznego na Papieskim Uniwersytecie Laterańskim, a następnie uzyskał doktorat w tym samym zakresie na Angelicum. Podczas pobytu w Rzymie prowadził pracę duszpasterską w parafii Wniebowzięcia NMP, gdzie mieszkał, oraz udzielał się w dziedzinie prawa kanonicznego w trybunałach Roty Rzymskiej. Po powrocie na Gozo powierzono mu różne działania duszpasterskie w kurii diecezjalnej, przez kilka lat pełnił funkcję jej rzecznika ds. public relations. W 1993 został mianowany wikariuszem sądowym w trybunale kościelnym Gozo i jednocześnie sędzią w takimże trybunale w archidiecezji maltańskiej. Był też zaangażowany w proces beatyfikacyjny Sługi Bożej Margherity Debrincat, założycielki Sióstr Misjonarek Franciszkanek Najświętszego Serca, a także w proces beatyfikacyjny ks. Josepha de Piro, założyciela Towarzystwa Misyjnego św. Pawła. W 2004 zgodził się zarządzać parafią Matki Boskiej Wspomożycielki (Madonna del Soccorso) i św. Grzegorza w Kerċem.

### Biskup Gozo
26 listopada 2005 papież Benedykt XVI prekonizował go biskupem diecezjalnym Gozo. 22 stycznia 2006 otrzymał święcenia biskupie i odbył ingres do katedry Wniebowzięcia NMP w Victorii. Głównym konsekratorem był Nikol Joseph Cauchi, emerytowany biskup Gozo, zaś współkonsekratorami arcybiskup Joseph Mercieca, metropolita Malty, i arcybiskup Félix del Blanco Prieto, nuncjusz apostolski na Malcie. Jako zawołanie biskupie przyjął słowa In fractione panis (W łamaniu chleba).
W latach 2013–2016 był przewodniczącym Konferencji Episkopatu Malty.

### Watykan
2 października 2019 papież Franciszek przeniósł go na urząd pro-sekretarza generalnego Synodu Biskupów, jednocześnie został administratorem apostolskim sede vacante diecezji Gozo do czasu ustanowienia następcy. 21 sierpnia 2020 przestał pełnić funkcję administratora, gdy Anthony Teuma otrzymał święcenia biskupie, w trakcie których kanonicznie objął urząd biskupa diecezjalnego.
15 września 2020 papież Franciszek mianował go w następstwie kardynała Lorenza Baldisseriego sekretarzem generalnym Synodu Biskupów.
25 października 2020 podczas modlitwy Anioł Pański papież Franciszek ogłosił jego nominację kardynalską. Na konsystorzu 28 listopada 2020 został kreowany kardynałem diakonem, z kościołem tytularnym świętych Kosmy i Damiana. Brał udział w konklawe 2025, które wybrało papieża Leona XIV.